# Comité Nacional del Trabajo Infantil (Estados Unidos)

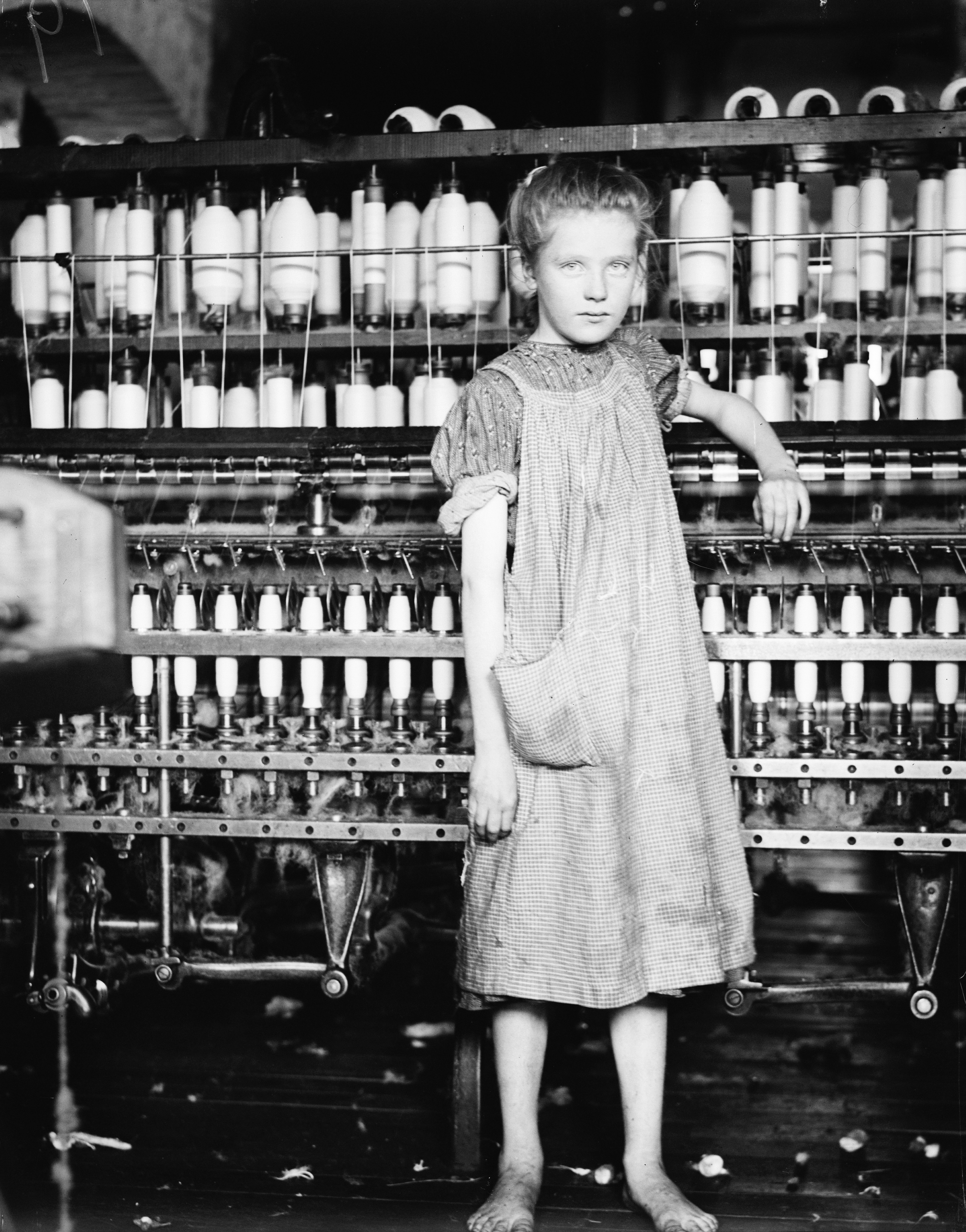
"Addie Card, 12 años. Hilandero en fábrica de algodón. Vt." por Lewis Hine.

El Comité Nacional del Trabajo Infantil, o NCLC (por sus siglas en inglés) es una organización privada sin fines de lucro en los Estados Unidos que sirve como el principal defensor del movimiento de reforma nacional del trabajo infantil. Su misión es promover "los derechos, concientización, dignidad, bienestar y educación de los niños y jóvenes en lo que respecta al trabajo y a trabajar".
El comité, con sede en Broadway en Manhattan, Nueva York, está administrado por un consejo que actualmente preside Betsy Brand.

## Formación

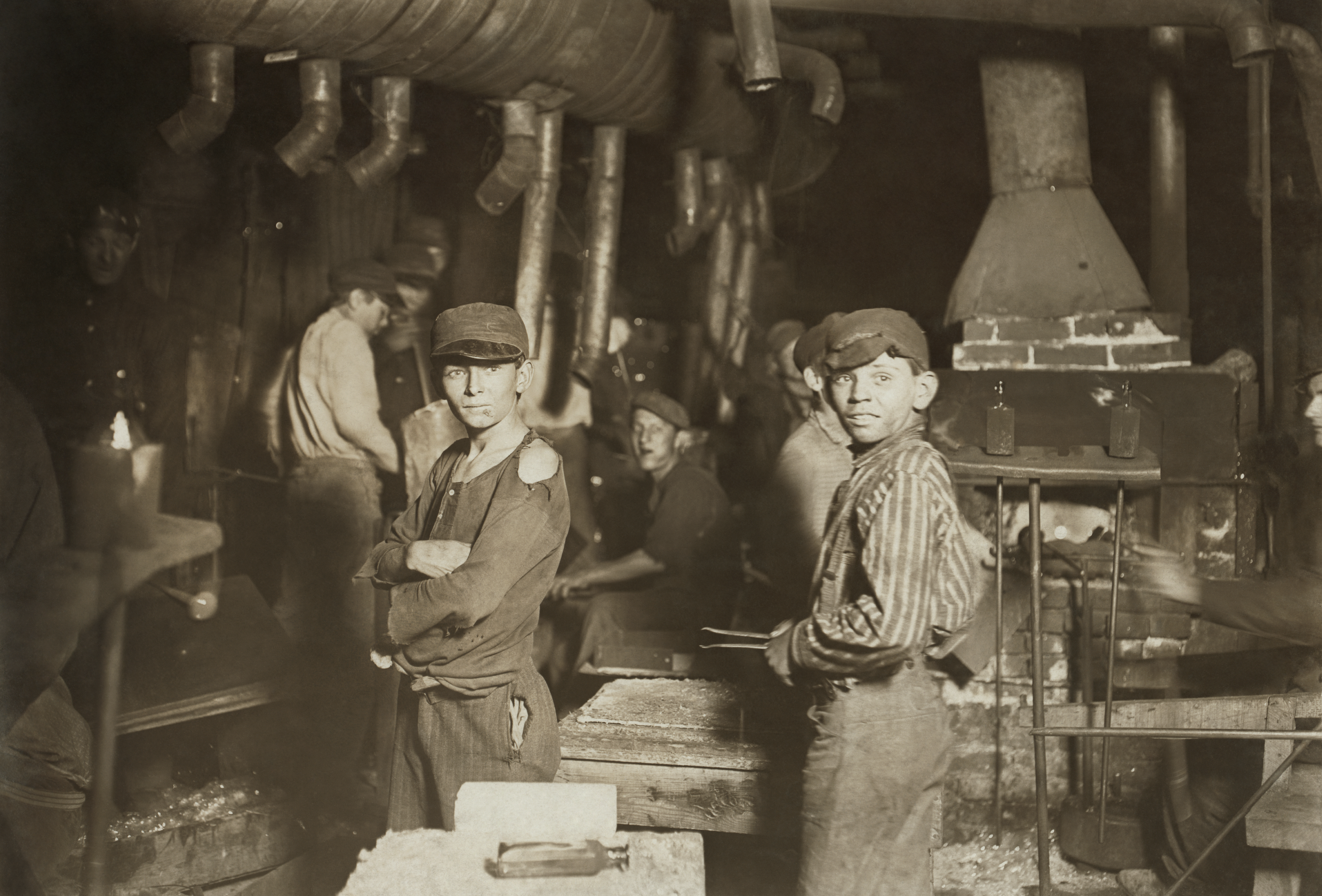
Trabajo infantil en cristalerías en Indiana. (Hine, 1908)

Se le acredita a Edgar Gardner Murphy, un clérigo y autor americano, la propuesta del Comité Nacional del Trabajo Infantil después de una conferencia entre el Comité del Trabajo Infantil de Alabama de Murphy y el Comité del Trabajo Infantil de Nueva York. La conferencia terminó el 25 de abril de 1904 en un reunión masiva llevada a cabo en el Carnegie Hall en la Ciudad de Nueva York. En la reunión, tanto hombres como mujeres preocupados por la situación de los niños trabajadores aprobaron abrumadoramente la formación del Comité Nacional del Trabajo Infantil.
La nueva organización se movió rápidamente en procurar el apoyo de americanos prominentes. En noviembre de 1904, apenas medio año después de su concepción, el Comité se jactó de la afiliación de políticos líderes, filántropos, clérigos e intelectuales incluidos: el expresidente Grover Cleveland, el senador de Carolina del Sur Benjamin R. Tillman, y el presidente de la Universidad de Harvard, Charles W. Elliot.
En 1907 el Comité fue estatuido por una Ley del Congreso con una junta directiva que originalmente incluían reformadores prominentes progresistas como Jane Addams, Florence Kelley, Edward T. Devine y Lillian Wald. Con el liderazgo de tales reformadores prominentes, la organización empezó a atraer rápidamente apoyo adicional y se trasladó hacia la acción y defensa.

## Exponiendo el trabajo infantil

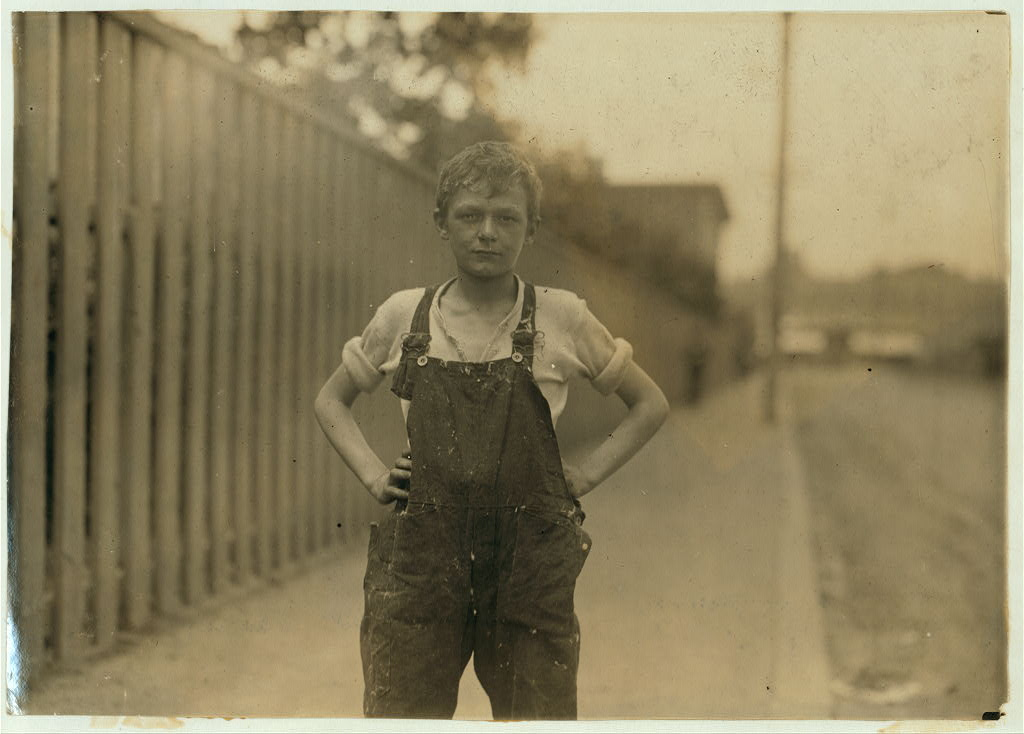
Joven trabajador en un Taller de Comerciantes

De acuerdo con el censo de 1900 de Estados Unidos, un total de 1,752,187 (aproximadamente 1 de cada 6) niños de entre cinco y diez años estaban contratados en "ocupaciones remuneradas" en los Estados Unidos. Este número representa un incremento del cincuenta por ciento de los 1,118,356 niños asalariados en 1880. Esta tendencia alarmó a americanos que, mientras apoyaban el rol tradicional de los niños en agricultura, hallaron horrible la idea de jóvenes americanos trabajando por salarios pobres en fábricas industriales. De 1909 a 1921 el Comité se capitalizó en esta moral haciéndola el punto focal de su campaña contra el trabajo infantil.

## Lewis Hine y el Comité Nacional del Trabajo Infantil
.

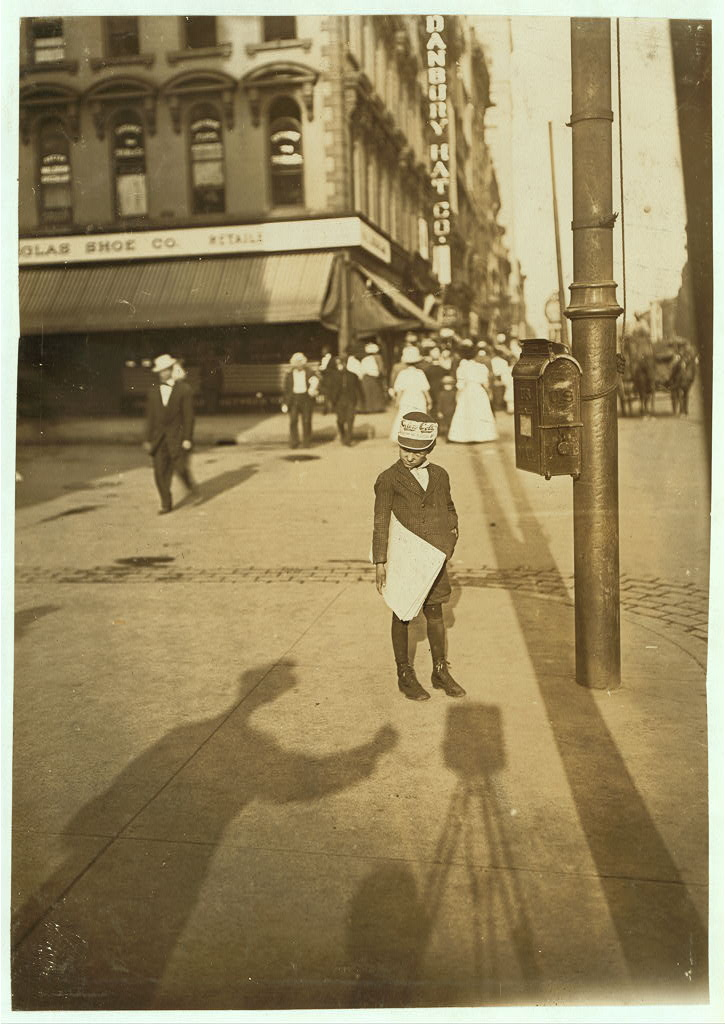
La sombra de Lewis Hine aparece en su retrato del niño vendedor de periódicos John Howell, trabajando en la esquina de una calle en Indianápolis en 1908

En 1908 el Comité Nacional del Trabajo Infantil contrató a Lewis Hine, un profesor y fotógrafo profesional especializado en sociología, quien abogaba por la fotografía como medio educativo, para documentar el trabajo infantil en la industria americana. Durante los siguientes diez años Hine publicaría miles de fotografías diseñadas para tirar de las cuerdas del corazón de la nación.
Los temas de Hine incluían tanto niños como niñas empleados en talleres y fábricas y otras ocupaciones por todo Estados Unidos. Para el americano promedio, Hine proporcionaba de otra manera una ventana no disponible en las sombrías condiciones laborales que atravesaba la juventud americana. Cuando se le cuestionaba sobre su trabajo en el tema, Hine simplemente establecía que él "quería mostrar cosas que debían ser corregidas". El trabajo de Hine resultó en una ola de apoyo popular para regulaciones federales de trabajo infantil presentadas por el Comité. En efecto, las fotografías de Hine se volvieron el rostro del Comité Nacional del Trabajo Infantil, son algunos de los primeros ejemplos de la fotografía documental en América.
Lewis Hine fue un fotógrafo periodista influyente en los años previos a la Primera Guerra Mundial. Fue durante esos años que la economía americana iba bien y la necesidad de mano de obras se encontraba en su punto más alto. El trabajo barato era necesario y los negocios americanos no solo buscaban trabajadores inmigrantes sino también trabajadores infantiles. Los trabajos orientados a la fábrica eran muy específicos y un niño era candidato perfecto para el trabajo que era necesario. Sus manos pequeñas y energía eran de beneficio la línea de ensamblaje.
Hubo un cambio en el pensamiento en los inicios de los 90 hacia el fin del trabajo infantil. El argumento de los reformadores, como se les llamaba, fue que el trabajo infantil era un ciclo enfermizo que inevitablemente iba a terminar en una futura pobreza para los niños en la fuerza laboral. Las largas horas robaban a los niños no solo educación sino también su niñez.
Lewis Hine se convirtió en un investigador fotoperiodista para el Comité Nacional del Trabajo Infantil a principios de los 90.
Hine tomó muchas fotografías de trabajadores menores de 16 años en el campo. Son sus imágenes las que aparecen en muchos libros en la historia del trabajo infantil. Sus fotografías fueron tomadas en situaciones de alto riesgo para capturar el lado negativo del trabajo infantil. Sus fotografías también ayudaron a hacer que el Comité Nacional del Trabajo Infantil investigara el trabajo infantil que ocurría en varias fábricas de América. "Hine era lo suficientemente astuto para hacerse paso adentro de las plantas. Buscaba donde no era bienvenido, capturaba escenas que estaban hechas para ser escondidas del público. A veces, estaba en verdadero peligro, arriesgándose a ataques físicos cuando los directores de las fábricas se daban cuenta de lo que planeaba... él puso su vida en la línea para lograr capturar una imagen real de los niños trabajadores a inicios del S.XX de América". Ahora existe un reconocimiento Lewis Hine que premia a 10 homenajeados por su trabajo sobresaliente en servicio a la gente joven. Cada ganador recibe 1,000 dólares y un viaje a Nueva York para asistir a la ceremonia de premiación.

## Lucha contra el trabajo infantil

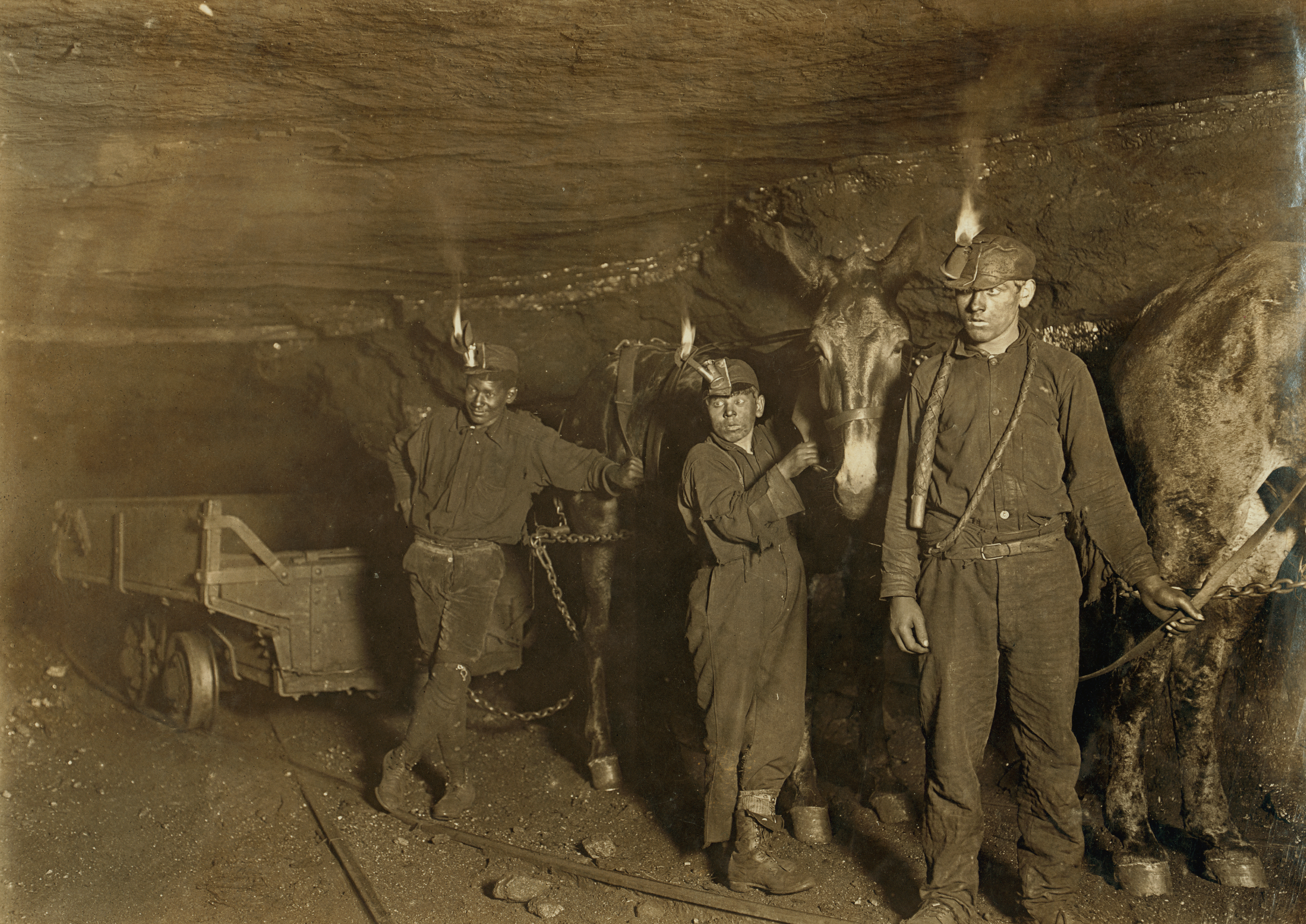
Fotografía de niños mineros de carbón en Virginia Occidental por Lewis Hine (1908)

Inmediatamente después de su concepción en 1904, el Comité Nacional del Trabajo Infantil comenzó a abogar por una reforma del trabajo infantil a nivel del estado. Algunas campañas centradas en el estado fueron organizadas por dos líderes regionales del Comité, Owen Lovejoy en los estados del norte y Alexander McKelway en los estados del sur. Tanto Lovejoy como McKelway organizaron activamente investigaciones de las condiciones del trabajo infantil y presionaron legislaturas estatales para las regulaciones laborales.
A pesar de que el Comité logró algunos pasos en el norte, por 1907, McKelway y el Comité lograron poco éxito enlistando apoyo en la gente del sur y fallaron en pasar reformas de largo alcance en los estados sureños industriales importantes. Por consiguiente, el Comité decidió reenfocar su ataque de estado-por-estado en trabajo infantil y ratificó su primer proyecto de ley nacional en contra del trabajo infantil, presentado al congreso por el senador de Indiana en 1907 Albert J. Beveridge. A pesar de que el proyecto fue posteriormente rechazado, convenció a muchos oponentes del trabajo infantil que una solución radicaba en la cooperación y solidaridad entre los estados.
En respuesta, el Comité llamó al establecimiento de un departamento federal de los niños que investigaría y reportaría las circunstancias de todos los niños americanos. En 1912 el Comité tuvo éxito al pasar un decreto estableciendo una Oficina de los Niños de Estados Unidos en el Departamento de Comercio y Trabajo. El 9 de abril el presidente William Howard Taft firmó la propuesta haciéndola una ley, y dentro de los siguientes treinta años la Oficina de los Niños trabajaría cercanamente con el Comité para promover reformas del trabajo infantil en tanto nivel nacional como estatal.
En 1915, el Comité, haciendo frente a los variados éxitos y a las limitaciones inherentes de sus esfuerzos a nivel estatal, decidió mudar sus esfuerzos a nivel federal. Por su parte, el congresista de Pennsylvania Alexander Mitchell Palmer (más tarde fiscal general) presentó un proyecto de ley para terminar con el trabajo infantil en la mayoría de las fábricas y minas americanas. El presidente Woodrow Wilson la encontró poco sólida y después de que se votara 232 a 44 a favor el 15 de febrero de 1915, permitió su extinción en el Senado. Sin embargo, Arthur Link lo consideró "un momento decisivo en la historia constitucional de América" porque buscaba establecer por primera vez "el uso del poder de la Cláusula de Comercio para justificar casi todo tipo de control federal sobre las condiciones laborales y salarios".
En 1916, el senador de Oklahoma Robert L. Owen y el diputado de Colorado Edward Keating introdujeron el Acta Keating-Owen, apoyados por el Comité, que prohibía embarques en el comercio interestatal de bienes producidos o procesados por trabajo infantil. El proyecto de ley pasó por un margen de 337 a 46 en la Cámara y 50 a 12 en el Senado y fue firmada como ley por el presidente Woodrow Wilson como parte central del Programa de Nueva Libertad. Sin embargo, en 1918 la ley fue juzgada constitucionalmente por la Corte Suprema de los Estados Unidos en una decisión de cinco a cuatro en Hammer v. Dagenhart. La corte, aunque reconociendo el trabajo infantil como un mal social, sentía que el Acta Keating-Owen extralimitaban el poder del congreso para regular el comercio. El proyecto fue revisado inmediatamente y nuevamente juzgado como inconstitucional por la Corte Suprema.
El Comité cambió su estrategia para el paso de una reforma constitucional federal. En 1924 el Congreso aprobó la Enmienda de Trabajo Infantil con una votación de 297 a 69 (con 64 abstinencias) en la Cámara y 61 a 23 (12 abstinencias) en el senado. Sin embargo, para 1932 solo seis estados habían votado para su ratificación, mientas que 24 habían rechazado esta medida. Actualmente, la enmienda está técnicamente aun pendiente y ha sido ratificada por un total de 28 estados, necesitando la ratificación de diez más para su incorporación a la Constitución.
En 1938 el Comité Nacional del Trabajo Infantil ofreció su apoyo detrás de la Ley de Normas de Trabajo Justo que incluía disposiciones del trabajo infantil diseñadas por el Comité. El acta prohibía cualquier comercio interestatal de bienes producidos a través de trabajo infantil opresivo. El acta define "trabajo infantil opresivo" como cualquier forma de empleo de niños debajo de los 16 años y cualquier ocupación particularmente peligrosa para niños de 16 a 18 años. Esta definición excluye trabajo de agricultura e instancias en las que el niño está empleado por su tutor(a). El 25 de junio de 1938, tras la aceptación del Congreso, el presidente Franklin D. Roosevelt firmó la propuesta en una ley; hasta el día de hoy la Ley de Normas de Trabajo Justo permanece como la herramienta preeminente para el cumplimiento y protección de los derechos de los niños americanos.
Durante toda la Segunda Guerra Mundial, el Comité mantuvo vigilancia para asegurarse que la crisis de empleos causada por la guerra no debilitara a las recién aprobadas e implementadas leyes de trabajo infantil, y que los niños no fueran llevados nuevamente a las minas, talleres y calles.

## Promoviendo habilidades vocacionales y la educación laboral
Después de la Segunda Guerra Mundial, el Comité Nacional del Trabajo Infantil amplió el alcance de su participación poniendo un nuevo énfasis en la importancia de educar a los niños sobre el mundo laboral como programas defensores diseñados para avanzar la educación y salud de los trabajadores de granjas inmigrantes a través de América. Actualmente las cuatro metas principales del Comité incluyen:
- Educar a los niños sobre el mundo laboral.
- Prevenir la explotación infantil y la juventud en el mercado laboral.
- Mejorar las oportunidades de salud y educación para los niños inmigrantes trabajadores de granjas.
- Incrementar la conciencia pública del trabajo hecho día tras días por parte de los niños de la nación.

Durante los 50s y 60s el Comité defendió y contribuyó a varias leyes incluyendo la Ley de Desarrollo y Formación de Mano de Obra, la Ley de Oportunidad Económica y la Ley de Educación Vocacional.
En 1979 el Comité colaboró con los Centros de Oportunidades de Industrialización de América para fundar la Coalición Nacional de Empleo Joven (NYEC por sus siglas en inglés). La Coalición estaba formada para proveer apoyo a las organizaciones que ayudaban a la juventud a hacerse ciudadanos privados productivos. El Comité brindó la sede original de la NYEC y compartió un director ejecutivo de 1983 a 1987.
En 1985 el Comité introdujo los Premios Lewis Hine por Servicio a los Niños y a la Juventud, que homenajea a americanos poco conocidos por su trabajo con la gente joven, y da reconocimientos especiales a líderes más conocidos por sus esfuerzos extraordinarios. A lo largo de las dos décadas pasadas los premios se han vuelto un evento anual de notoriedad nacional con reconocimientos dados a una serie de diversos profesionales y voluntarios. Algunas de las personas que han recibido el reconocimiento incluyen a Gene Bowen de Warwick (Nueva York) en el 2008, quien cofundó Road Recovery, un programa de habilidades clínicamente aclamado diseñado para adolescentes en recuperación de drogadicción y a Stacy Maciuk de Brentwood (Tennessee) en el 2007 por su implacable defensa de niños en "foster care" y organizar una campaña de recolección de maletas para proveer a los niños acogidos con algo para poder empacar su ropa y pertenencias que no fuera una bolsa de basura.
De 1991 a la fecha, el Comité Nacional de Trabajo Infantil creó y expandió el programa de Niños y el Poder de Trabajo (KAPOW por sus siglas en inglés). Actualmente KAPOW existe como una sociedad de red de negocios privados y escuelas primarias que introducen a los estudiantes al mundo laboral a través de lecciones impartidas por un sector privado de voluntarios. Hoy en día, KAPOW sirve como modelo para programas similares, hace operaciones en alrededor de treinta comunidades de Florida a California, y sirve a alrededor de 50,000 estudiantes.